# MedlinePlus
Медлајнплас (енгл. MedlinePlus) је веб-сајт који бесплатно пружа информације из области медицине на енглеском и шпанском језику. На сајту су обједињене информације из америчке Националне медицинске библиотеке (енгл. National Library of Medicine), Националног института за здравље (енгл. National Institutes of Health), осталих америчких владиних агенција и других здравствених организација.
Сајт садржи:
- чланке подељене по категоријама,
- медицинску енциклопедију,
- медицински речник,
- информације о лековима,
- информације о додацима исхрани,
- новости из области медицине,
- видео-снимке хируршких процедура,
- интерактивне водиче,
- информације о лекарима, стоматолозима, болницама, клиникама и другим здравственим установама итд.